# Azər Salahlı
Azər Vəlhəd oğlu Salahlı (sinh ngày 11 tháng 4 năm 1994) là một cầu thủ bóng đá chuyên nghiệp người Azerbaijan hiện tại đang thi đấu ở vị trí hậu vệ cánh trái cho câu lạc bộ Neftçi tại Giải bóng đá Ngoại hạng Azerbaijan và Đội tuyển bóng đá quốc gia Azerbaijan.

## Sự nghiệp thi đấu

### Câu lạc bộ
Salahlı ra mắt tại Giải bóng đá Ngoại hạng Azerbaijan cho câu lạc bộ Keşla vào ngày 17 tháng 5 năm 2014, trong trận đấu gặp Shuvalan.

### Quốc tế
Anh ra mắt quốc tế cho Azerbaijan vào ngày 10 tháng 10 năm 2020 trong trận đấu thuộc khuôn khổ UEFA Nations League gặp Montenegro.

## Danh hiệu
Qarabağ
- Giải bóng đá Ngoại hạng Azerbaijan (1): 2015–16
- Cúp bóng đá Azerbaijan (1): 2015–16

U-23 Azerbaijan
- Đại hội thể thao đoàn kết Hồi giáo: (1) 2017